# Торф хвощевий
Торф хвощевий (рос. торф хвощевой, англ. horsetail peat, нім. Schachtelhalmtorf m) — вид торфу низинного типу, в складі рослинних решток якого міститься без урахування гумусу не менше 70 % трав'янистих (переважно хвоща), до 10 % деревних рослин. Зустрічається в околичних зонах і придонних шарах низинних покладів. Ступінь розкладу 25-40 %, вологість 89-92 %, зольність до 14 % і більше. Т.х. розробляють для отримання торфомінеральних добрив.

## Інші види торфу
| - Фускум-торф - Фрезерний торф - Магелланікум-торф - торф вербовий - торф верховий - торф гіпновий | - торф деревний - торф деревно-моховий - торф деревно-трав'яний - торф мезотрофний - торф моховий - торф низинний - торф перехідний | - торф похований - торф сфагновий - торф трав'яний - торф тростинний - торф хвощевий - торф шейхцерієвий - торф ялинковий |